# Шоти-пури
 Шо́ти  или шо́ти-пу́ри (შოთის პური с груз. — «хлеб в форме меча», досл.: «меч-хлеб») — вид национального грузинского хлеба саблевидной формы с характерным отверстием посередине.

## История и современность
До сих пор в современной Грузии для выпекания этого хлеба используют тонэ (тандыр тонэ) — печь в форме колодца, внутренние стенки которого облицованы кирпичом. Хлеб выпекается на стенках тандыра.
Хлеб особенной формы, с заострёнными краями, напоминает меч (по-грузински «шоти»). Обязательно перед его приготовлением следует сделать в тесте дырку, иначе оно раздуется и превратится в пузырь. 
По мнению А.С. Пирузян, в древней Армении хлеб в форме толстого лаваша называли «шавт» или «шот», которое сохранилось у современных грузин в форме «шоти».

## Приготовление
В состав шоти входят мука, вода, соль и дрожжи. Тесто замешивается густо. Стенки печи разогревают до 300 градусов, именно при такой температуре тесто не опадает, образуется аппетитная корочка. В среднем, выпекание занимает 10—15 минут.

## Особенности
Издревле грузины в глиняном горшочке «кочоби» хранили «пурисдеда» — забродившее тесто. Такую своеобразную «закваску» соединяли с водой, мукой, выдерживали сутки, на следующий день опять добавляли воды и соль. Затем к тесту примешивали хмелевые дрожжи, пиво.
Для теста использовали особенную посуду — «варцли». Доска, на которой работали с хлебом, называлась «ороми», затем тесто укрывали полотенцем. Стенки тонэ, раскалённой печи, сбрызгивали соляным раствором. Традиционно хлеб дожидался своего часа в деревянных хлебохранилищах — «кидобани».
Специалист центра научных исследований министерства сельского хозяйства Грузии Нана Чхутиашвили, говорит о форме шоти-пури: «…легко печется, быстро остывает и остается мягким в течение нескольких дней. Во время вражеских нападений на Кахетию в XVII веке грузинским воинам, скорее всего, удобно было брать с собой хлеб именно такой формы».